# Federación Andaluza de Automovilismo
La Federación Andaluza de Automovilismo es una federación deportiva, máxima autoridad deportiva del automovilismo de competición en Andalucía.

## Sede
Calle Santo Domingo, 22 Edificio Almería Local 1 - 11402 Jerez (Cádiz)